# Oxyrhachis erecta
Oxyrhachis erecta är en insektsart som beskrevs av Capener 1962. Oxyrhachis erecta ingår i släktet Oxyrhachis och familjen hornstritar. Inga underarter finns listade i Catalogue of Life.